# Филофей (Пыршой)
Епи́скоп Филофе́й (рум. Episcopoul Filotei, в миру Филип Пыршой, рум. Filip Pârșoi; 1805 — 16 августа 1860) — епископ Румынской православной церкви, епископ Бузэуский (1850—1859).

## Биография
Родился в 1805 году в селе Чернату-Сэчеле. Жил в монастырях Сузана, Кея, Синая, Нямц, где он был пострижен в монашество, Ватопед на Афоне и церковь Святой Екатерины в Бухаресте.
С 1833 года был архидиаконом и экономом в приходе губ во время Кесарийской епископии, где был возведён в сан архимандрита.
С декабря 1846 года по сентябрь 1850 года был временным управляющим Бузэуской епархии. 14 сентября 1850 года он был назначен епископом Бузэуским. 27 октября состоялась его епископская хиротония, а 5 ноября — интронизация.
Хотя он был самоучкой, епископ Филотей занимался активной культурной деятельностью, напечатав более 25 книг (богослужебная, вероучительная литература, музыка, школьные учебники), наиболее значимым из которых является Библия в пяти томах (1854—1856), которая после перездания в Блаже, стала известна как «Бузэуская Библия» (Biblia de la Buzău). В целом это было переиздание Библии 1795 года (согласно предисловию, «самое понятное по смыслу и лучшее по переводу») без архаизмов, которыми отличалось первое издание, и с использованием в отдельных местах текстов Бухарестской и Петербургской Библий.
Он руководил и поддерживал духовную семинарию в Бузэу и других школах в епархии. Он также имел дело с пастырско-гомилетической деятельностью священства. Он оказал помощь в восстановлении храмов в епархии и сам основал храмы в Максену, Бузэу и Скорняру-Ноу, Брэиле.
Епископ Филофей был членом специального дивана румынской страны в избирательном собрании 1859 года, являясь восторженным сторонником объединения Дунайских княжеств.
19 июня 1859 года, будучи больным, был уволен на покой. Скончался 16 августа 1860 года в Монастыре Чолану.